# Rovasenda (torrent)
Le Rovasenda est un torrent du Piémont qui se situe brièvement dans la province de Biella puis qui baigne la province de Verceil. Il est tributaire du Cervo.
En amont de l'ancienne SS 142 Biellese, ce cours d'eau prend le nom de torrent Giara. Encore plus en amont, dans les environs de Castelletto Villa, un hameau de Roasio, il est réparti en diverses branches. Le périmètre de son bassin est de 73 kilomètres.

## Géographie

### Parcours

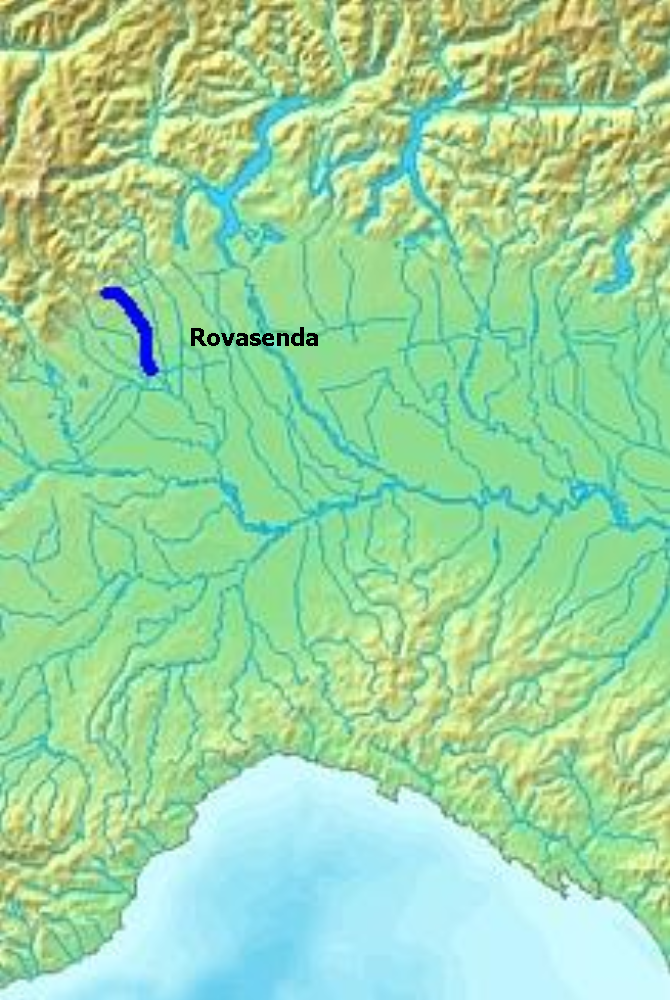
Localisation du Rovasenda.

Le Rovasenda se forme, affublé du nom de torrent Giara, à la confluence de trois branches sourcières dans les environs du hameau de Castelletto Villa. Le plus occidental est le ruisseau Ravasanella naissant pour sa part à la confluence, au niveau de Curino, des cours d'eau qui drainent la zone de la Rive Rosse et du Massucco del Turlo (561 mètres), barré peu après par une digue formant le lac Ravasanella. Le second, le ruisseau Valnava, descend pour sa part depuis la petite vallée d'où surgit le centre communal de Sostegno. Le troisième enfin et le plus oriental est le ruisseau de la Vallée prenant naissance, sous le nom de ruisseau Cognatto, dans le bassin collinaire compris entre le Col Sant'Emiliano (738 mètres) et la Pietra Croana (695 mètres) et, recevant l'apport hydrique de quelques affluents mineurs (ruisseaux Bonda Grande et du Gatto), rejoint le torrent Giara entre Villa del Bosco et Castelletto Villa.
Le torrent Giara passe alors à l'est de Roasio et, après avoir été creusé par l'ancienne SS 142 Biellese (aujourd'hui SP 142), entre dans la Baraggia et prend enfin le nom de Rovasenda, dénomination qu'il gardera jusqu'à sa confluence dans le Cervo.
Il reçoit ensuite en rive gauche l'apport du torrent Torbola et en rive droite celui du ruisseau San Giorgio, se présentant ensuite entre les rizières toujours pointé vers le sud. Dans le même parcours de plaine, il reçoit ensuite l'apport de divers canaux d'irrigation et subit nombre de dérivations à but agricole.
Puis, le torrent effleure la ville de Rovasenda, de laquelle il tire son nom, ainsi que celle de San Giacomo Vercellese. Il entre ensuite dans la commune de Villarboit, surplombé par l'Autoroute A4 Turin - Milan puis par le Canal Cavour. Il conflue enfin dans le Cervo sur le territoire de la commune de Collobiano à environ 142 mètres d'altitude.

### Principaux affluents

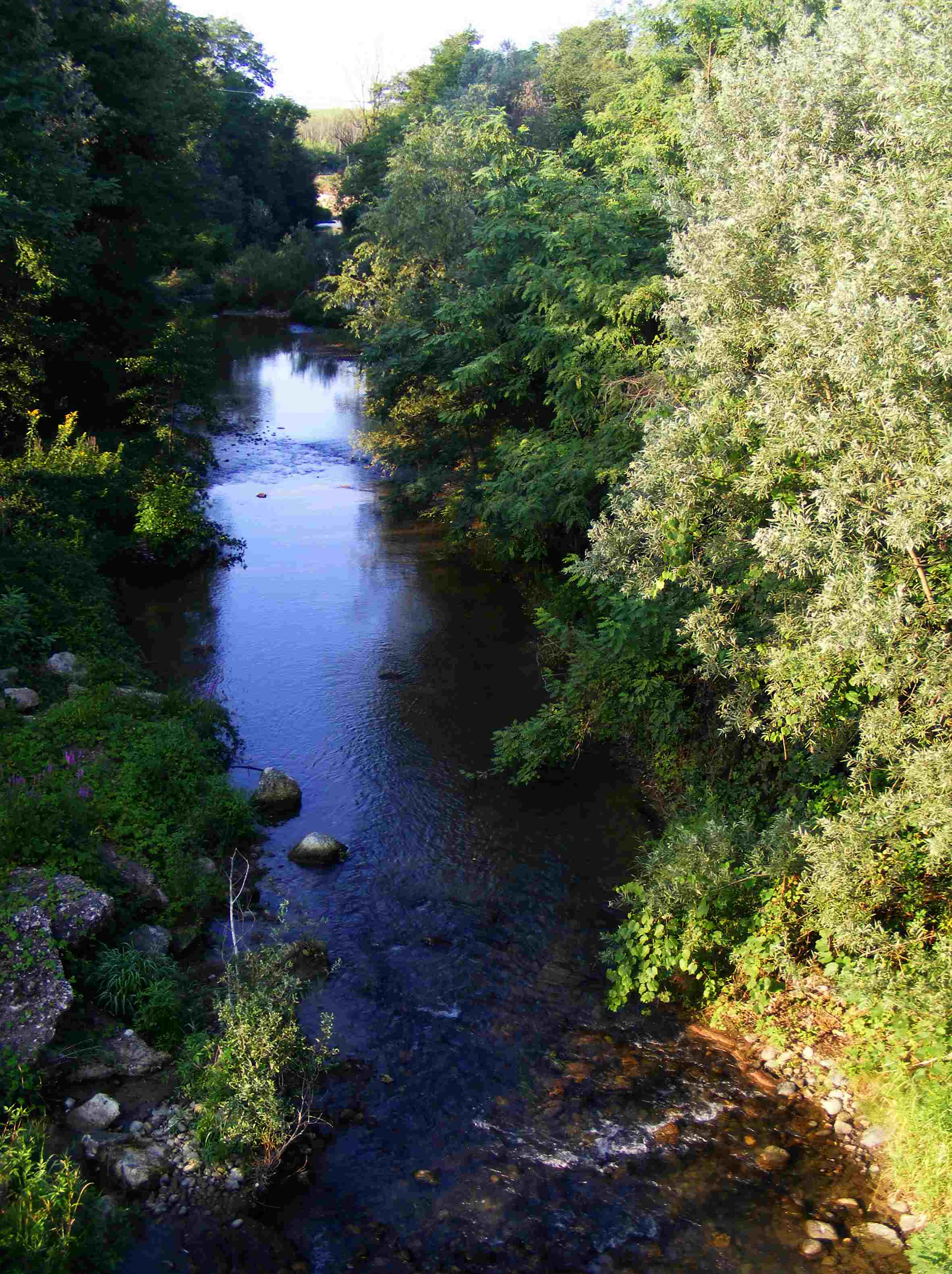
Le Rovasenda près du village homonyme.

Les principaux affluents du Rovasenda sont les suivants :
- En rive gauche :
  - Ruisseau Torbola : prenant sa source à environ 400 mètres d'altitude sur les collines entre Casa del Bosco (hameau de Sostegno) et Lozzolo, il traverse une zone de barrages dans laquelle il conflue dans le Rovasenda à environ 250 mètres d'altitude.
- En rive droite :
  - Ruisseau de San Giorgio : draine les eaux provenant des collines comprises entre Brusnengo et Roasio; au sud du hameau Curavecchia, il entre dans la Réserve naturelle des Barrages puis va confluer dans le Rovasenda à environ 240 mètres d'altitude.

## Utilisations et statut environnemental
Le ruisseau Ravasanella alimente le Lac Ravasanella, un point d'eau réalisé dans des buts d'irrigation et actuellement géré par le Consorzio di Bonifica della Baraggia Vercellese qui l'utilise pour alimenter les canaux au service de la riziculture. Durant le parcours traversant la plaine vercelloise, le torrent subit aussi divers prélèvements hydriques à but d'irrigation.
Dans le tronçon du Rovasenda plus en aval, sont présents en bonne quantité des carpes communes et des chevesnes, bien que seraient absents les silures.
Le monitorage du statut environnemental (indice SACA) donné en 2006 par les stations de monitorage de Rovasenda et de Villarboit donnent toutes deux à l'eau du Rovasenda une valeur « BONNE ».

## Sources
- (it) Cet article est partiellement ou en totalité issu de l’article de Wikipédia en italien intitulé « Rovasenda (torrente) » (voir la liste des auteurs).